# Hospital Policial
El Hospital Policial de Montevideo es un centro hospitalario reservado para la atención de todos los funcionarios que integran el cuerpo de policía de Uruguay. El mismo se encuentra ubicado en el Barrio Simón Bolívar de la ciudad de Montevideo.

## Historia
El Hospital Policial, denominado oficialmente como inspector general Uruguay Genta, fue construido a inicios de los años setenta, en un predio perteneciente a la entonces Guardia de Coraceros. El edificio fue proyectado por el grupo de arquitectos integrado por Héctor Enrique Benech, Milka Marzano, Thomas Sprechmann, Arturo Villaamil y Héctor Vigliecca. El mismo se encuentra en la intersección de la Avenida José Pedro Varela y Bulevar José Batlle y Ordóñez, cercano a otras instituciones asistenciales, tales como el Sanatorio del Banco de Seguros, El Instituto de Traumatología y el Hospital Filtro.
El centro es administrado por la Dirección Nacional de la Sanidad Policial del Ministerio del Interior, brindando asistencia a todos los efectivos policiales, así como también a los integrantes del Cuerpo Nacional de Bomberos.